# Proprietà intellettuale
La proprietà intellettuale, concetto presente solo nel diritto contemporaneo, si riferisce all'apparato di principi giuridici che mirano a tutelare i frutti dell'inventiva e dell'ingegno umano.
Sulla base di questi principi, la legge attribuisce a creatori e inventori un monopolio nello sfruttamento delle loro creazioni o invenzioni, fornendo loro gli strumenti legali necessari per tutelarsi da eventuali utilizzi a scopo di lucro da parte di soggetti non autorizzati.

## Caratteri generali

### La definizione tradizionale
L'espressione "proprietà intellettuale" sembra risalire al XIX secolo; infatti, l'Accademia dei Georgofili ne discuteva già nel 1865.
Tradizionalmente, la dicitura "proprietà intellettuale" indica un sistema di tutela giuridica dei beni immateriali che hanno una sempre maggiore rilevanza economica: ci si riferisce ai frutti dell'attività creativa umana come ad esempio le opere artistiche e letterarie, le invenzioni industriali e i modelli di utilità, il design e i marchi. Quindi, al concetto di proprietà intellettuale fanno capo tre grandi aree: diritto d'autore, diritto dei brevetti e diritto dei marchi.

### La “proprietà industriale”
Nella dottrina giuridica più recente sono state avanzate alcune critiche al termine “proprietà intellettuale” poiché porterebbe a sovrapporre impropriamente concetti contemporanei - come opera dell'ingegno, invenzione, marchio, brand, design, concorrenza - con concetti relativi alla proprietà in senso più classico, quella relativa ai beni materiali, ereditata dal diritto romano. Si tende dunque a parlare più opportunamente di “proprietà industriale” per quanto riguarda l'innovazione tecnologica.
La proprietà industriale ha una sua specifica tutela legale, attraverso il riconoscimento dell’invenzione creata o prodotta, garantita dalla registrazione del brevetto e del marchio ed altri segni distintivi come il marchio, ma anche l’indicazione geografica e la denominazione d’origine). Viene riconosciuta specificamente alle invenzioni, mentre la protezione delle opere artistiche deriva dal copyright, che interessa tutte le opere letterarie ed artistiche, compresi i programmi televisivi e pubblicitari, nonché i prodotti multimediali e software informatici.
Questa tutela in Italia è garantita da un nuovo assetto normativo disciplinato dal “Codice della proprietà industriale” che raccoglie tutte le norme attinenti al campo dei brevetti e dei marchi. Resta fuori da questa opera di codificazione la normativa sul diritto d'autore italiano, che risale al 1941, a cui seguono numerose modifiche successive. Tuttavia, dal punto di vista processuale le due normative vengono assimilate, dato il costituirsi di sezioni specializzate per la proprietà industriale ed intellettuale. L'unificazione processuale comporta una profonda assimilazione anche degli istituti di diritto sostanziale.
All'estero la distinzione fra "proprietà industriale" e "proprietà intellettuale" è diffusa molto meno. In particolare, nei paesi anglosassoni si tende spesso a far rientrare anche brevetti, modelli, marchi ed altre analoghe privative nell'ambito della "proprietà intellettuale".

### Crisi del concetto di proprietà intellettuale
Molti autori contemporanei si sono occupati di una rivisitazione dei principi su cui si fonda il sistema di proprietà intellettuale, sull'onda dell'innovazione tecnologica e digitale degli ultimi decenni. Fino a pochi anni fa, infatti, non era concepibile un'opera dell'ingegno (ad esempio un romanzo) scollegata dal suo supporto fisico (il libro cartaceo). Con l'avvento della tecnologia digitale l'opera tende a de-materializzarsi e ad essere totalmente indipendente dal supporto fisico: ciò ovviamente ha sconvolto equilibri economici e giuridici consolidati nei secoli.
Ma se il mondo della scienza giuridica (sociologia e filosofia del diritto) è stato affascinato dallo studio di questa rivoluzione, il mondo del diritto applicato (le leggi e la prassi contrattuale) ha cercato in tutti i modi di contrastare questa tendenza e di riaffermare con decisione il modello tradizionale, radicato sull'inscindibilità fra opera e supporto materiale. Però l'osservazione dell'attuale panorama delle comunicazioni e della circolazione di informazioni e di contenuti creativi dimostra che il fenomeno è ormai inarrestabile.

### Diritti di proprietà intellettuale
I diritti di proprietà intellettuale (DPI) sono "pacchetti" di diritti esclusivi legati alle varie forme di espressione della conoscenza, delle idee e delle opere artistiche. La moderna proprietà intellettuale include tre principali aree:
- brevetti (proteggono le nuove idee);
- marchi depositati (proteggono i simboli finalizzati a distinguere le varie aziende);
- diritto d'autore (protegge le espressioni artistiche), nonché beni immateriali creativi di carattere utilitaristico (software e banche di dati).

I DPI sono diventati uno dei core business dell’Organizzazione mondiale del commercio (OMC): l'Accordo sugli aspetti commerciali dei diritti di proprietà intellettuale (TRIPS), elemento fondante dell’OMC, costituisce il tentativo più importante di raggiungere un’armonizzazione globale della protezione e del rispetto della proprietà intellettuale, nonché la creazione di standard internazionali per la protezione dei brevetti, diritti d'autore, marchi registrati e design.

### Campi di tutela della proprietà intellettuale
I titpi più comuni di diritti di proprietà intellettuale comprendono i brevetti, i diritti d'autore, i diritti di design industriale, i marchi e, in alcune giurisdizioni, i segreti commerciali. Vi sono varietà più specifiche di diritti esclusivi sui generis, come i diritti di progettazione di circuiti, i diritti dei coltivatori, i certificati complementari di protezione per i prodotti farmaceutici e i diritti di database (in diritto europeo).

## Critiche

### Il termine

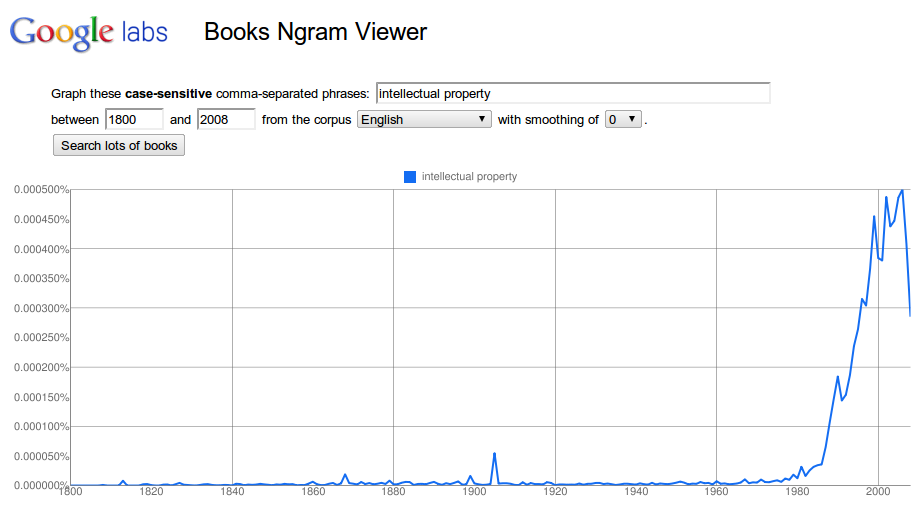
Diffusione del termine inglese "intellectual property" ("proprietà intellettuale") all'interno dei testi archiviati in Google Libri: ha iniziato a diffondersi rapidamente a partire dagli anni '80.

Il fondatore della Free Software Foundation Richard Stallman sostiene che, sebbene il termine proprietà intellettuale sia molto utilizzato, dovrebbe essere complessivamente rifiutato, poiché "distorce e confonde sistematicamente queste questioni, ed il suo uso è stato promosso dalle aziende che da questa confusione traggono vantaggio". Egli asserisce che il termine "opera in modo onnicomprensivo per raggruppare assieme leggi assai disparate. [...] Questi ambiti legislativi sono nati separatamente, si sono evoluti in modo diverso, coprono attività differenti, hanno differenti regole e sollevano differenti questioni di pubblico interesse". Aggiunge che esso crea una tendenziosità confondendo questi monopoli con la proprietà di cose fisiche limitate, paragonandoli a "diritti di proprietà". Stallman mette in guardia contro il mescolare insieme leggi tanto diverse come quelle su copyright, marchi e brevetti e il riassumerle in un termine collettivo ("Trattate ciascuna di queste leggi separatamente, e avrete la possibilità di considerarle nella prospettiva dovuta").
Lawrence Lessig e molti altri attivisti del copyleft e del software libero hanno criticato l'analogia implicita con la proprietà fisica (come quella di un terreno o di un'automobile). Essi sostengono che una tale analogia non funziona, perché la proprietà fisica è generalmente conflittuale, mentre le opere intellettuali sono non-conflittuali (cioè, se si fa una copia di un'opera, l'utilizzo della copia non ostacola l'utilizzo dell'originale).

### Limitazioni
Alcuni critici della proprietà intellettuale, come gli appartenenti al Movimento Cultura Libera, denunciano i privilegi del monopolio intellettuale come danneggiamento della salute, impedimento del progresso e difesa di interessi circoscritti a scapito delle masse e ritengono che il pubblico interesse sia minato dall'espansione dei monopoli nelle forme di estensione del copyright, dei brevetti software e dei brevetti sul metodo di fare affari.
C'è anche il timore che i diritti sulla proprietà intellettuale possano inibire il flusso di innovazioni per le nazioni povere. I paesi in via di sviluppo hanno tratto benefici dalla diffusione delle tecnologie dei paesi sviluppati come internet, i cellulari, i vaccini e coltivazioni ad alto rendimento. Molti diritti sulla proprietà intellettuale, come le leggi sui brevetti, forse si spingono troppo oltre per proteggere coloro che producono innovazioni a discapito di quelli che le usano. L'Indice dell'impegno per lo sviluppo (CDI - Commitment to Development Index) misura le politiche di governo dei donatori e li classifica in base alla "benevolenza" in fatto di diritti di proprietà intellettuale verso il mondo in via di sviluppo.
I problemi etici sollevati diventano ancor più cruciali quando si tratta beni ad alto valore sociale, come i farmaci salvavita. Infatti, l'applicazione dei diritti di proprietà intellettuale induce le aziende ad applicare un margine alto rispetto al costo di produzione, come risarcimento per i costi di ricerca e sviluppo e, quindi, ad imporre prezzi di vendita più alti tagliando fuori tutti coloro che non sono in grado di permettersi il prodotto.
Alcune critiche libertariane della proprietà intellettuale hanno dimostrato che riconoscere i diritti di proprietà sulle idee e sull'informazione crea scarsità artificiale e interferisce con il diritto di possedere beni materiali. Stephan Kinsella dimostra questa idea con l'esempio seguente:
"[...] Immaginiamo l'epoca in cui gli uomini vivevano nelle caverne. Un tipo svelto - chiamiamolo Galt-Magnon - decide di costruire una capanna di legno in un campo vuoto, vicino alle sue coltivazioni. Questa è certamente una buona idea, ed altri se ne accorgono. Naturalmente imitano Galt-Magnon e si mettono a costruire le proprie capanne. Ma il primo ad inventare una casa, secondo i sostenitori di PI, avrebbe il diritto di impedire agli altri di costruire case sui loro terreni, con il loro legno, oppure di far pagare loro una commissione se vanno avanti con la costruzione delle case. In questi esempi è chiaro che l'innovatore diventa un titolare parziale della proprietà tangibile altrui (per esempio, terreni e legno), non per l'appropriazione e l'utilizzo originari di tale proprietà (perché già posseduta), ma perché gli è venuta un'idea. Chiaramente questa regola va contro quella dell'appropriazione e dell'uso originari, calpestando, in modo arbitrario e ingiustificato, proprio la norma di appropriazione che è alla base di tutti i diritti di proprietà."
Altre critiche riguardano la tendenza delle protezioni della proprietà intellettuale ad espandersi, sia nel tempo che nello spazio. Si va verso la protezione del copyright sempre più lunga (con la paura che un giorno potrebbe diventare addirittura eterna). Inoltre gli sviluppatori e i controllori degli oggetti della proprietà intellettuale cercano di portarne sempre più sotto protezione. Sono stati assegnati brevetti per organismi viventi (negli USA gli organismi viventi sono stati brevettabili per oltre un secolo)), nonché marchi ai colori. Poiché sono sistemi di monopoli decisi dal governo, copyright, brevetti e marchi sono chiamati diritti di monopolio intellettuale (intellectual monopoly privilege - IMP), un argomento su cui hanno scritto diversi accademici, tra cui Birgitte Andersen e Thomas Alured Faunce.
Nel 2005 l'RSA (Royal Society for the encouragement of Arts, Manufactures & Commerce) ha redatto la Carta di Adelphi con lo scopo di creare una dichiarazione politica internazionale per inquadrare come i governi dovrebbero fare una legge sulla proprietà intellettuale equilibrata.

## Proposte alternative
Studiosi e intellettuali di fama internazionale si sono da un lato fatti interpreti e portavoce di queste nuove istanze culturali e sociali, dall'altro hanno proposto modelli alternativi, che fungessero da spiraglio e paradigma innovativo.
Il fenomeno più interessante è quello che viene definito in senso lato “copyleft”: un modello di gestione dei diritti d'autore grazie al quale il detentore dei diritti, attraverso l'applicazione di specifiche licenze, concede una serie di libertà agli utenti dell'opera. Nella versione pura e originaria del copyleft la clausola principale obbliga i fruitori, nel caso vogliano distribuire l'opera modificata, a farlo sotto lo stesso regime giuridico e lo stesso tipo di licenza.
Questo modello alternativo è nato e si è sviluppato principalmente nell'ambito informatico (con i movimenti Software libero e Open Source), ma negli ultimi anni si è esteso a tutto il mondo delle opere dell'ingegno (con i movimenti Creative Commons, OpenAccess, Opencontent etc.).

## Le organizzazioni internazionali per la tutela
Un'organizzazione specializzata delle Nazioni Unite, l'Organizzazione mondiale per la proprietà intellettuale (o WIPO in inglese, acronimo di 'World Intellectual Property Organization') si occupa della negoziazione di nuovi trattati in materia e del registro internazionale dei brevetti.
La Free Software Foundation Europe, in seguito alla Dichiarazione di Ginevra sul futuro dell'organizzazione mondiale per la proprietà intellettuale, ha proposto che l'organizzazione cambi denominazione in "Organizzazione mondiale per la ricchezza intellettuale".